# US Lusitanos Saint-Maur
US Lusitanos Saint-Maur, właśc. Union Sportive Lusitanos Saint-Maur – francuski klub piłkarski z siedzibą w Saint-Maur-des-Fossés.

## Historia
Klub został założony w 1966 przez grupę imigrantów z Portugalii, pracujących w fabryce w Saint-Maur-des-Fossés. W swojej historii występował przez cztery sezony na poziomie trzeciej ligi, po raz ostatni w sezonie 2001/2002.

### Historia występów w trzeciej lidze
| Sezon   | Liga       | Grupa | Miejsce      |
| ------- | ---------- | ----- | ------------ |
| 1996/97 | National 1 | A     |              |
| 1997/98 | National   | –     | 10.          |
| 1998/99 | National   | –     | 17. (spadek) |
| 2001/02 | National   | –     | 18. (spadek) |

## Reprezentanci kraju grający w klubie
Stan na grudzień 2023
|  | - Mohamed Benhamou - Mohamed Chalali - Stéphane Agbré - Azrack Mahamat - Noubarassem Nande - Doudou Kamata - Anthony Baron - Geoffray Durbant |  | - Ousmane Kanté - Leonel Ucha - Emmanuel François - Youssouf Ahamadi - Sylvio Ouassiero - Toavina Rambeloson - Youssoufou Niakaté - Aly Yirango |  | - Abdelaziz Barrada - Mehdi Taouil - Ahmed Dabo - Antonio Tavares - Litos - Jorge Plácido - Malcom Babel - Jony Ramos |